# 围山湖
围山湖（藏語：ཝུད་ཧྲན་མཚོ，威利转写：wud hran mtsho，THL：Wühren Tso）位于中国西藏自治区那曲市双湖县境内，地处双湖县北部，昆仑山与可可西里山之间的山间盆地。湖面海拔4880米，面积32.4平方公里。湖岸线曲折，湖中多岛屿，其中最大的岛屿位于中部，高出湖面约70米，“围山湖”因此而得名。湖区年均气温-4℃左右，年均降水量100～150毫米。